# Deutsches Schlager-Festival 1961
Das dritte Deutsche Schlager-Festival fand am 23. September 1961 in der Rhein-Main-Halle in Wiesbaden statt. Veranstalter war – wie in den beiden Vorjahren – der seinerzeit bei Schlagerfans beliebte Radiosender Radio Luxemburg. Bereits im Juni 1961 waren als Konkurrenz zum Schlager-Festival die ersten Deutschen Schlager-Festspiele in Baden-Baden veranstaltet worden.
Neben den beiden Veranstaltungen gab es 1961 noch die deutsche Vorentscheidung zum 6. Grand Prix Eurovision de la Chanson Européenne, die am 25. Februar 1961 aus dem Kurtheater in Bad Homburg vor der Höhe übertragen wurde.
Am Start des dritten Schlager-Festivals von Radio Luxemburg waren 12 Titel, die von Leonie Brückner, Claus Herwig, Jimmy Makulis, den Penny Pipers, Günter Plech und Caterina Valente vorgestellt wurden. Die Interpreten wurden vom RIAS Tanzorchester unter Leitung von Werner Müller begleitet. Die Finalteilnehmer waren zuvor aus 45 Titeln anlässlich mehrerer Vorentscheidungen zwischen dem 18. und 22. September 1961 in der Rhein-Main-Halle Wiesbaden ermittelt worden.
Anders als im Vorjahr hatte das Festival von 1961 wieder ein weniger gutes Echo. Dennoch fanden sich einige der Titel des Wettbewerbs auch in den Hitparaden wieder. Radio Luxemburg ließ jedoch im Herbst 1961 erklären, das Schlager-Festival künftig nicht mehr durchzuführen und sich vielmehr auf die Verleihung des Goldenen Löwen zu konzentrieren.

## Teilnehmer
(muss noch ergänzt werden)
| Platz | Titel                           | Interpret                      |
| ----- | ------------------------------- | ------------------------------ |
| 1.    | Jacky Jones aus Oklahoma        | Caterina Valente               |
| 2.    | Kommt ein Schiff nach Amsterdam | Caterina Valente               |
| 3.    | Johnny, nimm das Heimweh mit    | Caterina Valente               |
| 4.    | Musikanten der Liebe            | Leonie Brückner & Claus Herwig |
| 5.    | Abends in Madrid                | Leonie Brückner & Claus Herwig |

Die Titel wurden teilweise von mehreren Interpreten auf Schallplatte aufgenommen.